# Gunilla Dahlgren
Gunilla Margareta Dahlgren, född 4 mars 1939 i Linköping, är en svensk tecknare och författare.
Dahlgren, som är dotter till byggnadsingenjör David Hodin och barnsjuksköterska Anna Berggren, studerade vid Anders Beckmans skola 1961 och var därefter anställd på annonsbyråer och frilans. Hon tilldelades Albert Engström-priset 2014.